# Младен Ђорђевић (редитељ)
Младен Ђорђевић (Београд, 1. децембар 1978) српски је редитељ и сценариста.

## Биографија
Након дипломирања на Факултету драмских уметности у Београду, одсек Филмска и ТВ режија, започео је своју професионалну каријеру.
Режисер је неколико дугометражних играних филмова, као и једног сегмента омнибуса Једнаки. Такође је и аутор документарног серијала Гастарбајтерске приче, који се емитује на РТС Планети.
Живи и ради у Београду.

## Филмографија
| Година | Назив дела                 | Напомене                             |
| ------ | -------------------------- | ------------------------------------ |
| 1998.  | Како освојити младића      | кратки филмови; редитељ и сценариста |
| 1998.  | Поремећеност               | кратки филмови; редитељ и сценариста |
| 2000.  | Живи мртваци               | кратки филмови; редитељ и сценариста |
| 2000.  | Пена за бријање            | кратки филмови; редитељ и сценариста |
| 2002.  | Глад                       | редитељ и сценариста                 |
| 2005.  |                            | редитељ и косценариста               |
| 2009.  | Живот и смрт порно банде   | редитељ и сценариста                 |
| 2014.  | Једнаки (сегмент Саша)     | редитељ и косценариста               |
| 2020.  | Сумрак у бечком хаустору   | редитељ и сценариста                 |
| 2023.  | Радничка класа иде у пакао | редитељ и сценариста                 |
| 2025.  | Љубавна соба               |                                      |

## Награде
- Прва награда на Фестивалу филмског сценарија у Врњачкој Бањи: 2024. (за филм Радничка класа иде у пакао)[2]